# 7953 Kawaguchi
7953 Kawaguchi este o planetă minoră (asteroid), cu un diametru de 4,815 km, din centura de asteroizi. A fost descoperită pe 20 mai 1993 la Kiyosato⁠(d) de Satoru Ōtomo și a fost numită după Masaya Kawaguchi⁠(d). 
Obiectul prezintă o orbită caracterizată de o semiaxă mare de 2,3822694 UAi, o excentricitate de 0,19, o înclinație de 3,60891 ° în raport cu ecliptica.